# Peter Sauer
Pour les articles homonymes, voir Sauer.
Ne pas confondre avec le basketteur américain Peter Sauer mort le 8 juillet 2012.
Peter Sauer, mieux connu sous le nom de ring Ray Steele, est un lutteur professionnel américain qui est né et a grandi à Norka, une colonie allemande en Russie, en 1900 avant d'émigrer à Lincoln dans le Nebraska en 1906. Il est mort le 11 septembre 1949.

## Biographie
Ray Steele a développé un style de catch wrestling au début de sa carrière. Le 16 mai 1934, il a lutté contre Orville Brown et s'est terminé par une égalité après 30 minutes de combat. Il a acquis une certaine notoriété en 1936 quand il a affronté l'adversaire poids lourd de boxe anglaise Kingfish Levinsky (en) dans un match mixte, qu'il a gagné en 35 secondes. Sa plus grande performance dans le sport a été de remporter le National Wrestling Association (en)'s World Heavyweight Championship (National Wrestling Association) (en) contre Bronko Nagurski à Saint-Louis dans le Missouri le 7 mars 1940. Il n'a pu conserver la ceinture qu'un an avant de perdre en combattant à nouveau contre Bronko Nagurski le 11 mars 1941 à Houston au Texas.
Peter Sauer a servi de mentor à de nombreuses jeunes étoiles, dont Lou Thesz avant de mourir d'un infarctus du myocarde le 11 septembre 1949.

## Championnats et accomplissements
- National Wrestling Association
  - World Heavyweight Championship (1 fois)
- Wrestling Observer Newsletter awards
  - Wrestling Observer Newsletter Hall of Fame (Class of 1996)
- Autres prix
  - George Tragos/Lou Thesz Professional Wrestling Hall of Fame (2002)
  - Pioneer Era inductee to the Professional Wrestling Hall of Fame (2008)